# 夜摩天
夜摩天（やまてん、サンスクリット語: yāma、suyāma）は、仏教の世界観における欲界・六欲天の第3の天である。耶摩天とも記され、焔天、炎天、夜摩とも呼ばれる。

## 概要
仏教の世界観では、衆生が煩悩から脱せず輪廻を繰り返す世界全体を欲界・色界・無色界の三界（さんがい）としている。そのうちの欲界は、性欲や食欲などの欲望を持つ衆生が住む領域であり、地獄・餓鬼・畜生・修羅・人・天の6種の領域（六道。六趣とも）からなるとされる。欲界の天を六欲天といい、その3番目の天が夜摩天である。
夜摩天の名前の由来は、立世阿毘曇論によると「日夜時節分分度時に是の如きの言を説く、咄なる哉、不可思議の歓楽や、と。故に夜摩と名づく」とされる。
須弥山の上空、人の住む大陸から16万由旬、須弥山山頂から8万由旬の空中にあり、光明にあふれ、昼夜がなく、歓楽を受ける世界とされる。また、夜摩天の1日は人間界の200年にあたるとされる。
夜摩天に棲む神々は、身長は1由旬、寿命は夜摩天の時の流れの速さ（1日が人間界の200年）で2000年とされる。